# Марыйский этрап
Марыйский этрап (туркм. Mary etraby) — этрап в Марыйском велаяте Туркменистана. Административный центр — посёлок Сапармурат Туркменбаши.

## История
Образован в январе 1925 года как Мервский район Мервского округа Туркменской ССР. В августе 1926 года Мервский округ был упразднён, и Мервский район перешёл в прямое подчинение Туркменской ССР.
В марте 1937 года Мервский район был переименован в Марыйский район. В ноябре 1939 года Марыйский район отошёл к новообразованной Марыйской области.
12 декабря 1957 года к Марыйскому району была присоединена часть территории упразднённого Векиль-Базарского района.
В январе 1963 года Марыйская область была упразднена, и Марыйский район снова перешёл в прямое подчинение Туркменской ССР. В декабре 1970 года район вновь вошёл в состав восстановленной Марыйской области.
В 1992 году Марыйский район был переименован в Марыйский этрап и вошёл в состав Марыйского велаята.

## Известные уроженцы
- Хыдыр (Хидыр) Дерьяев (1905—1988) — народный писатель Туркменской ССР.
- Дангатар Овезов (1911—1966) — народный артист Туркменской ССР.